# Sentimental Lady
Sentimental Lady è un singolo del cantante statunitense Bob Welch, estratto dal suo album French Kiss e pubblicato nel 1977. La canzone venne scritta dal cantante e prodotta dal gruppo rock degli anni '70 Fleetwood Mac. La "Sentimental Lady" di cui parla la canzone era la prima moglie di Welch.

## Descrizione
In origine Bob Welch scrisse questa canzone per sua moglie, già nel 1972, perché fosse cantata dai Fleetwood Mac ed inserita nel loro album Bare Trees. La scrisse nel Gorham Hotel, nell'omonimo quartiere sulla 55th Street di New York. Welch ha poi detto a Songfacts:
Il testo faceva riferimento alla mia prima moglie Nancy: nella canzone, ella personifica l'amore della mia vita, proprio come il "vento sentimentale e gentile" [parole del testo della canzone, sentimental gentle wind] che soffiava nella mia vita quando ancora c'era lei.
La versione originale del 1972, nell'album Bare Trees, durava oltre 4 minuti e mezzo, e conteneva dei cori cantati dalla musicista inglese Christine McVie, udibile anche nella versione di Welch nel ritornello (...All I need is Sentimental Lady...).
Invece, la versione del 1977, l'unica divenuta veramente nota, rappresentò il maggiore successo di sempre per la carriera di Bob Welch, per la prima volta da solista: la canzone venne inserita nel suo album French Kiss, pubblicato nel settembre del 1977. Per questo Welch definì il 1977 "l'anno migliore di sempre!".

## Successo
Sentimental Lady, appena due giorni in seguito alla sua uscita, raggiunse la top 10 delle classifiche Billboard Hot 100 pop e adult contemporary negli Stati Uniti. In Italia invece non raggiunse mai la notorietà, così come Bob Welch stesso.
Il frontman dei Fleetwood Mac, Donald Brackett, nella suo autobiografia Fleetwood Mac, 30 Years of Creative Chaos, del 2007, tra il resto ha discusso dei testi romantici scritti da Welch, tra cui Sentimental Lady: spiega come la presenza della canzone nell'album della sua band Bare Trees sia stata 'la più grande manna dal cielo che abbiamo mai avuto nella nostra carriera', un singolo dallo stile nuovo, più soft rock e altamente commerciale nei primi anni '70.

Brackett conclude scrivendo anche: 
Welch aveva la capacità unica di racchiudere in una sola canzone i travagli dell'intimità personale, così come il contesto sociale più ampio nel quale vivevamo tutti all'epoca.
La rivista musicale inglese e statunitense Cash Box, più tardi nel 1986, ha definito la canzone "un approccio sorprendente e simile quasi a una ballata" con "abbondano armonie soft"; mentre Record World l'ha definita "una vera e propria sentimental and gentle ballata" con "testi poetici".

## Nella cultura di massa
Il brano ha riacquisito notorietà quando è stato inserito nella colonna sonora della commedia record di incassi e successo Un weekend da bamboccioni, quando una sera nella villa al lago i 4 protagonisti e le rispettive mogli si divertono a ballare su questa canzone.

## Classifiche

### Classifiche settimanali
| Classifica (1977)               | Posizione raggiunta |
| ------------------------------- | ------------------- |
| Australia                       | 8                   |
| Canada                          | 4                   |
| Regno Unito                     | 3                   |
| Stati Uniti (Billboard Hot 100) | 4                   |
| Stati Uniti                     | 3                   |

### Classifiche di fine anno
| Classifica (1978)               | Posizione raggiunta |
| ------------------------------- | ------------------- |
| Australia                       | 89                  |
| Canada                          | 88                  |
| Regno Unito                     | 88                  |
| Stati Uniti (Billboard Hot 100) | 78                  |
| Stati Uniti                     | 80                  |